# 桑托斯峰
桑托斯峰（英語：Santos Peak），是南極洲的山峰，位於葛拉漢地西岸，處於穆雷島以南，由比利時探險隊繪入地圖，現時由南極條約體系管理。